# Análisis físico-químicos

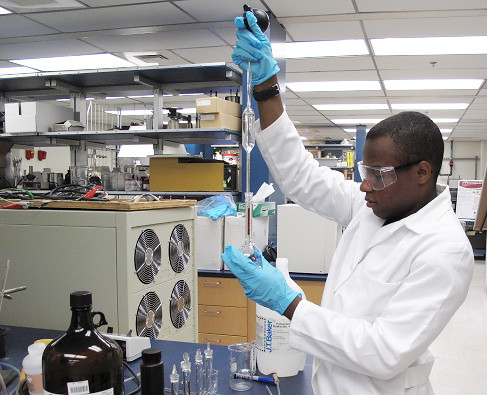
Uso de métodos físico-químicos de análisis en los laboratorios de la Armada de U.S.

El análisis fisicoquímico es un método que combina técnicas físicas y químicas para estudiar las propiedades y comportamientos de las sustancias. Es utilizado para evaluar la calidad y composición de diversas sustancias, desde productos naturales hasta efluentes industriales. Este método es crucial para garantizar la autenticidad de los productos, la seguridad medioambiental y el desarrollo de nuevos materiales. 
Consiste en medir e interpretar parámetros como el pH, la temperatura, la presión, la conductividad y la solubilidad, entre otros, para caracterizar una sustancia y sus interacciones. Este método se utiliza ampliamente en diversos campos, como la química, la ciencia de los materiales y los estudios medioambientales, para comprender cómo se comportan las sustancias en diferentes condiciones y cómo interactúan con otras sustancias.

## Propiedades físico-químicas

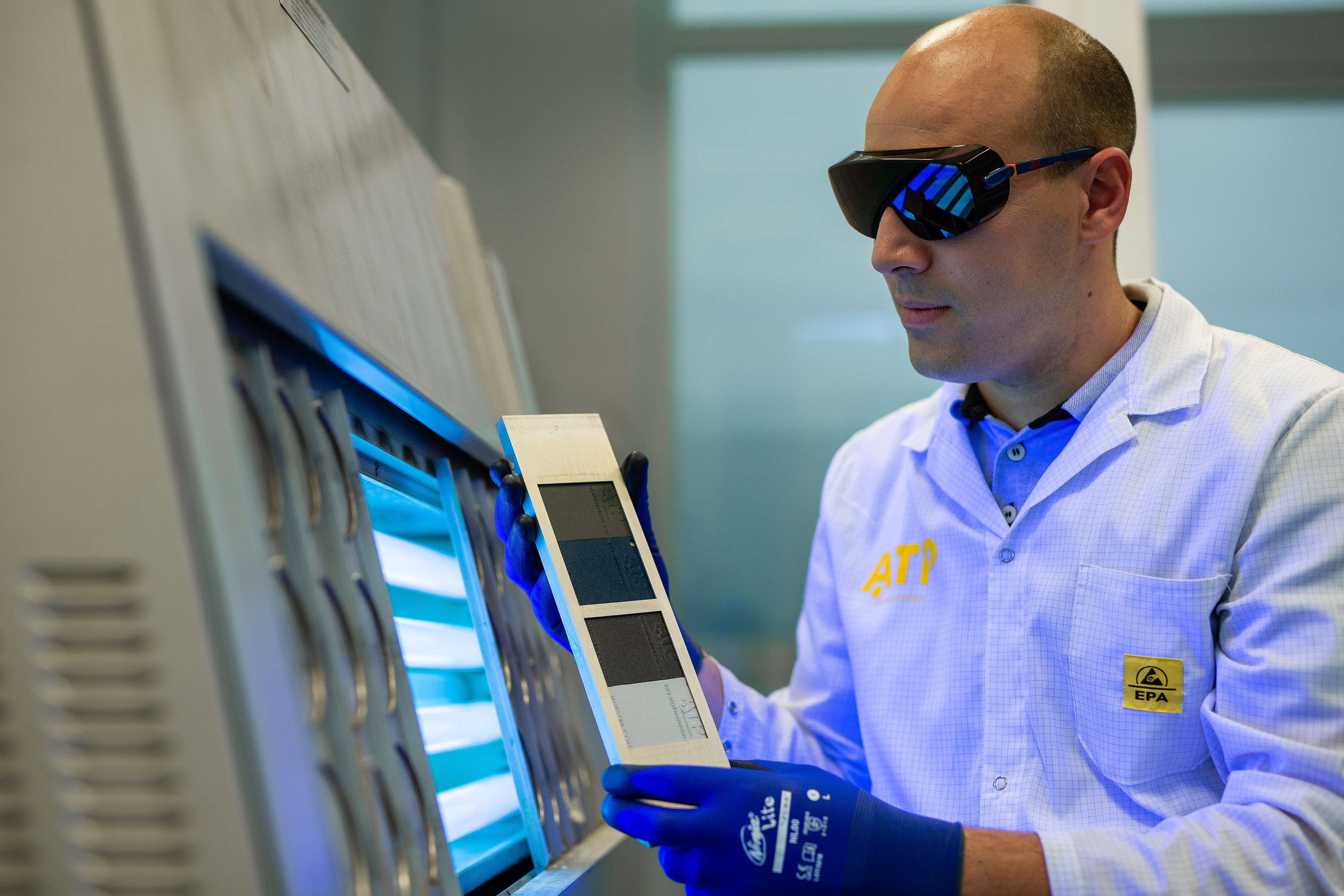
Análisis físico-químicos en laboratorio de calidad.

#### Composición química:

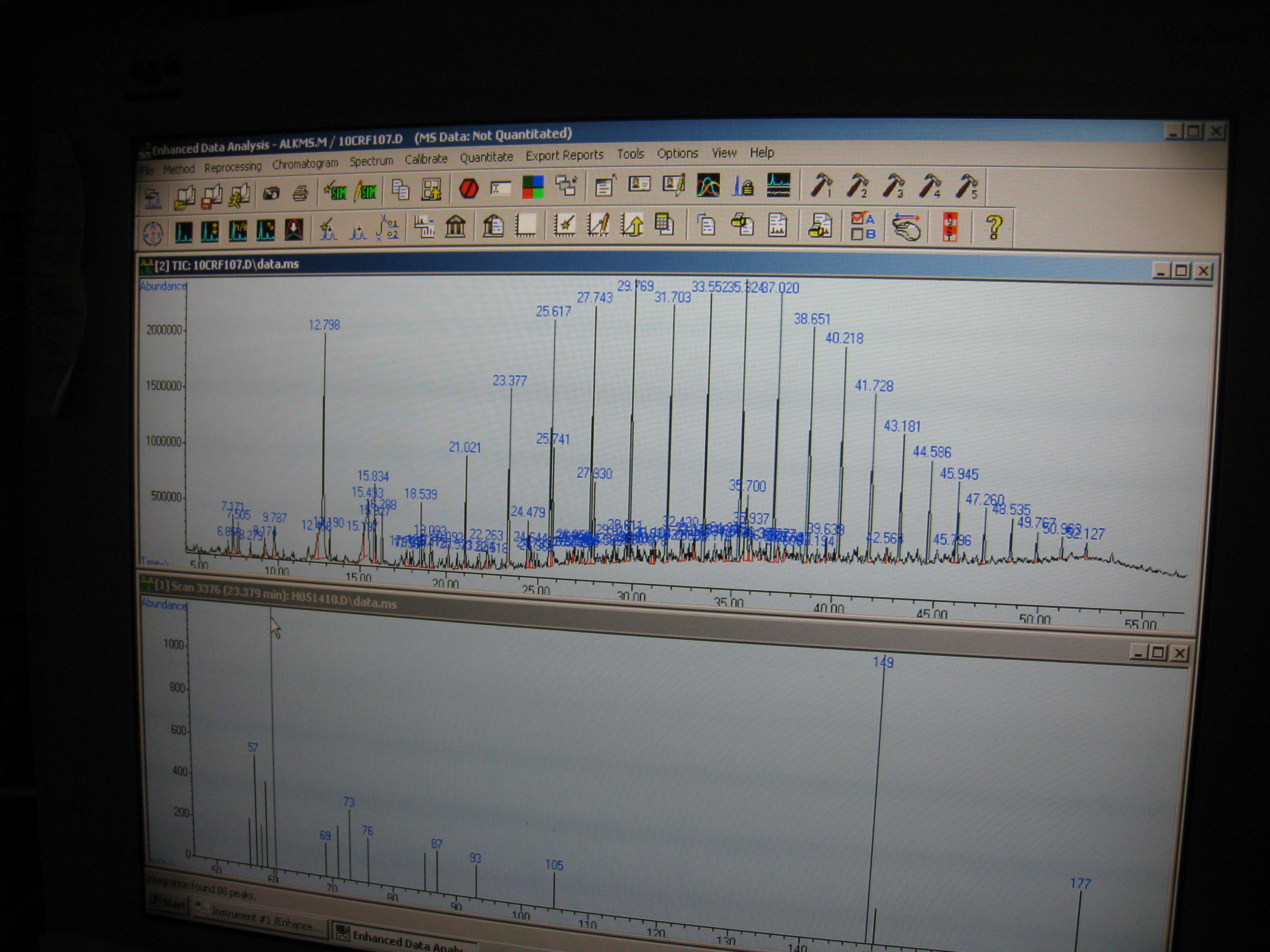
Análisis químico por espectrometría de masas

Determinación de la composición elemental y molecular de una sustancia. 

#### Propiedades físicas:
Medición y análisis de propiedades como la densidad, la viscosidad, el punto de fusión y el punto de ebullición. 

#### Reactividad:
Estudio de cómo interactúa una sustancia con otras, por ejemplo en reacciones químicas. 

#### Comportamiento en fases:
Investigar los diferentes estados físicos en los que puede existir una sustancia, como sólido, líquido y gas.

## Aplicaciones prácticas
El análisis fisicoquímico tiene numerosas aplicaciones prácticas en diversos campos: 

#### Ciencia de los materiales:
Caracterización de materiales para su adecuación a aplicaciones específicas, como en el desarrollo de nuevos polímeros, cerámicas o metales. 

#### Ciencias medioambientales:
Evaluación del impacto ambiental de contaminantes y comprensión de su comportamiento en diferentes ecosistemas. 

#### Industria farmacéutica:
Caracterización de las propiedades de las sustancias farmacológicas para garantizar su calidad y estabilidad. 

#### Ciencia de los Alimentos:
Analizar la composición y propiedades de los productos alimenticios para garantizar su seguridad y calidad. 

#### Ciencias Forenses:
Identificación y caracterización de sustancias implicadas en investigaciones criminales. 

#### Arqueología:
Análisis de las propiedades químicas y físicas de artefactos y materiales para comprender sus orígenes y su historia.

## Técnicas clave del análisis físico-químico
En el análisis fisicoquímico se utilizan diversas técnicas, entre ellas: 

#### Espectroscopia:
Análisis de la interacción de la radiación electromagnética con una sustancia para identificar su composición y estructura, según el MRC. 

#### Cromatografía:
Separación e identificación de los distintos componentes de una mezcla en función de sus propiedades físicas y químicas. 

#### Electroforesis:
Separación de moléculas cargadas en función de su movilidad en un campo eléctrico. 

#### Análisis térmico:
Estudio del comportamiento de una sustancia al calentarse o enfriarse. 

#### Reología:
Análisis del comportamiento de flujo de fluidos y semisólidos.